# معركة قناة الغامي
معركة قناة الغامي كانت تدور بين قراقويونلو تحت قيادة بك قره يوسف والدولة التيمورية تحت قيادة حفيد تيمور أبو بكر بن ميران شاه من أجل السيطرة على بغداد وبالتالي العراق في أواخر 1402.[بحاجة لمصدر]

## الخلفية
عندما انهارت الدولة الإلخانية بعد وفاة أبو سعيد بهادر خان، حكمت قبائل المغول المتنافسة وهي الإمارة الجوبانية والجلائريون والإمارة الإينجوية جنبا إلى جنب مع العشيرة الفارسية آل مظفر، فإن صراعاتهم الداخلية إلى جانب الغزوات الخارجية قد جعلتهم أهدافًا ضعيفة ومثالية لغزو تيمور في عام 1393 اجتاح إيران والعراق وأذربيجان وأرمينيا وجورجيا وأجزاء من شرق الأناضول ثم عاد إلى سمرقند عام 1396. في هذه الحملة أنهى المظفرين في إيران. لكنه لم يستطع أن يمحو الجلائريون بقيادة السلطان أحمد بن أويس وعشيرتهم التركمانية التابعة قراقويونلو في عهد قره محمد توريميش وابنه قره يوسف.
وفي النهاية، قام بحملة ضد الهاربين السلطان أحمد بن أويس وقره يوسف. لكن الإمبراطورية العثمانية أعطتهم ملجأ. في هذه الأثناء، أصبحت سلطنة المماليك في عهد زين الدين فرج عدوه للاحتجاز غير القانوني لمبعوث تيمور. قام تيمورلنك الآن بتوجيه حملته ضد هاتين القوتين قبل التركيز على السلطان أحمد بن أويس وقرة يوسف. أخذ سوريا أولاً من المماليك ثم أعاد انتباهه إلى العراق. حاصر بغداد في 20 يونيو 1401، واستولى على المدينة. ثم التفت إلى جورجيا وفي 20 يوليو 1402 هزم السلطان بايزيد الأول من الإمبراطورية العثمانية في معركة أنقرة.
خلال هذه المعركة بين أكبر دولتين، قد غادر السلطان أحمد بن أويس وقره يوسف إلى العراق مرة أخرى. ولكن ساءت العلاقة بين الاثنين فاضطر السلطان أحمد بن أويس إلى الهروب باتجاه تكريت في حين قره يوسف تولى بغداد.

## معركة
كان تيمور سريعًا في إرسال حفيده أبو بكر بن ميران شاه لاستعادة السلطة التيمورية في العراق. وسار مع جيش ووصل إلى ضفاف قناة الغامي بين بغداد والحلة حيث قابل قوات قره يوسف التي خاض معركة شجاعة لكنه هزم بالكامل في أواخر عام 1402.

## بعد
السلطان أحمد بن أويس وقره يوسف كلاهما هربا من العراق مرة أخرى وهربا نحو مصر هذه المرة. ومع ذلك، ولأسباب سياسية، تم سجنهم من قبل السلطان زين الدين فرج الذي كتب خطابًا إلى تيمور لإبلاغه بالحقيقة. طلب تيمور الأسرى ولكن فرج كان لديه قلب ورفض. في السجن، جدد الزعيمان صداقتهما، واتفقا على أن أحمد يجب أن يحتفظ ببغداد بينما سيحصل قره يوسف على أذربيجان إذا خرجوا على قيد الحياة. عندما توفي تيمور عام 1405، أطلق السلطان المملوكي زين الدين فرج سراحهما في مقابل قبوله كسيد لهما. لكن الاثنين ذهبا بطريقتين منفصلتين ولم يصنعوا أي شيء من صفقة المماليك من السيادة. ذهب السلطان أحمد بن أويس إلى الحلة ونظم تمردًا ضد الحاكم التيموري في بغداد واستولى على المدينة. في هذه الأثناء، ذهب قره يوسف إلى أذربيجان في محاولة لأخذها.[بحاجة لمصدر]